# NGC 4288
NGC 4288 (другие обозначения — UGC 7399, MCG 8-23-6, DDO 119, ZWG 244.6, PGC 39840) — спиральная галактика в созвездии Гончих Псов. Открыта Уильямом Гершелем в 1788 году.
Галактика является возможным спутником M 106. Наблюдаются следы взаимодействия этих галактик, в частности, поток газа, падающего на M 106, который может быть по происхождению похож на Магелланов поток. Вне диска галактики находится облако нейтрального водорода, известное как NGC 4288B. Масса звёзд в нём не может превышать 106 M⊙. Учитывая, что NGC 4288 находится не менее чем в 130 килопарсеках от M 106, где плотность газа, относящегося к M 106, невелика, маловероятно, что NGC 4288B возникло под воздействием лобового давления на NGC 4288. Кроме того, расстояния известны с невысокой точностью, и может оказаться, что M 106 и NGC 4288 находятся на разном расстоянии от Млечного Пути, и, следовательно, далеко друг от друга в пространстве.
Этот объект входит в число перечисленных в оригинальной редакции «Нового общего каталога».
Галактика NGC 4288 входит в состав группы галактик NGC 4051. Помимо NGC 4288 в группу также входят ещё 19 галактик.